# جوليس بيلاند
جوليس بيلاند هو دراج كندي، ولد في 31 مارس 1948 في مدينة كيبك في كندا.

## وصلات خارجية
- جوليس بيلاند على موقع أرشيف الدراجات (الإنجليزية)
- جوليس بيلاند على موقع إحصائيات الدراجات الإحترافية (الإنجليزية)
- جوليس بيلاند على موقع أوليمبيديا (الإنجليزية)